# Рожа Гельдрайха
Рожа Гельдрайха, або рожа Гельдрейха (Alcea heldreichii) — вид трав'янистих рослин родини мальвові (Malvaceae), поширений на півдні Європи й у Туреччині.

## Опис
Однорічник, 40–100 см заввишки. Віночок ліловий, лілово-фіолетовий, в засушеному стані фіолетово-синій.

## Поширення
Європа: Україна, Болгарія, Греція, Македонія; Азія: Туреччина.
В Україні зростає на вапняках і степових схилах — південь Степу, в Причорномор'ї.